# Microstylum mexicanus
Microstylum mexicanus är en tvåvingeart som beskrevs av Martin 1960. Microstylum mexicanus ingår i släktet Microstylum och familjen rovflugor. Inga underarter finns listade i Catalogue of Life.